# Marijo Budja
Marijo Budja (Zagreb, 27. ožujka 1981.) je bivši hrvatski reprezentativac hokeja na ledu i trener Hrvatske ženske reprezentacije hokeja na ledu. Bio je glavni trener Hrvatskog ženskog kluba Griča koji je nastupao u EWHL Ligi i DEBL Ligi.

## Trenerska karijera
2008.-   ...  .      Klub hokeja na ledu Mladost, Schlosserove stube 2, Zagreb
2008. – 2015.      Klub hokeja na ledu Grič, Dalmatinska 5, Zagreb
2002. – 2007.      Klub hokeja na ledu Medveščak, Ilica 82, Zagreb
2011. – 2015.     Hrvatski savez hokeja na ledu, Trg Krešimira Ćosića 11
Glavni trener ženske reprezentacije

## Privatno
Marijo Budja diplomirao je na kineziološkom fakultetu. Između ostalih, prošao je tečajeve IIHF International Women’s Coaching Symposium i IIHF Learn to Play Vierumäki 2011.

## Vanjske poveznice
- Hrsport[neaktivna poveznica] Ana Legradi: U Maribor po bolji plasman

- Hrsport  Arhivirana inačica izvorne stranice od 5. siječnja 2012. (Wayback Machine) Ana Legradi: KHL Grič gostuje u Ljubljani

- [neaktivna poveznica] Ana Legradi: KHL Grič prizemljio Triglav

- [neaktivna poveznica] Ana Legradi: Krušelj Posavec - cilj nam je pobjeđivati
- http://gol.dnevnik.hr/clanak/rubrika/ostali_sportovi/hokejasice-spremne-za-sp-kod-nas-nema-grubosti.html GOL.hr: Hokejašice spremne za SP: 'Kod nas nema grubosti!'
- http://www.24sata.hr/sport/reprezentativke-u-hokeju-na-ledu-do-prve-pobjede-na-sp-u-412837 24 SATA
- http://www.crosport.hr/tag/marijo-budja CROSPORT